# 요화경
"요화경"(A Lascivious Story)은 한국에서 제작된 박호태 감독의 1988년 영화이다. 윤아영 등이 주연으로 출연하였고 문태선 등이 제작에 참여하였다.

## 출연

### 주연
- 윤아영
- 김국현

### 조연
- 신부영

## 기타
- 조명: 장기종